# Рудолф I (Вюрцбург)
Рудолф I фон Вюрцбург (на немски: Rudolf Bischof von Würzburg; Ruodolfus, Rathulfus, Rothulff; * ок. 860; † 3 август 908, Тюрингия) от династията Конрадини, е от 892 до 908 г. епископ на Вюрцбург.

## Живот
Той е четвъртият син на граф Удо фон Лангау (830 – 879) и съпругата му Юдит от род Велфи, дъщеря на граф Конрад I фон Оксер и Аделхайд фон Тур. Баща му е брат на Ирментруда Орлеанска († 869), съпругата на император Карл II Плешиви. Рудолф е брат на Конрад Стари, херцог на Франкония, Еберхард и Гебхард, херцог на Лотарингия. Чичо е на крал Конрад I Млади. Роднина е на кралица Ода, съпругата на Арнулф Каринтийски.
Рудолф е привърженик и помага на роднините си император Арнулф Каринтийски и син му Лудвиг Детето в боевете против Франкските Бабенберги. След свалянето на маркграф Попо от Тюрингия през 892 г. Конрад Стари е поставен на неговото място, а Рудолф става епископ на Вюрцбург.
Рудолф пада убит на 3 август 908 г. в Тюрингия в боевете против унгарците.